# 伊藤舞音
伊藤 舞音（いとう まお、5月16日 - ）は、日本の女性声優。三重県出身。ケッケコーポレーション所属。

## 略歴
幼少期から家族の影響で音楽に親しみ、オーディオ機器にこだわる父親の影響でオーケストラやジャズ、歌謡曲などさまざまな音楽を聴いて育った。母親はアニメやゲームが好きで、ボーカロイドやアニメソングもよく流れていた。
好きなアーティストは松田聖子や、ボカロPのGiga。父親が聴いていた松田聖子の「秘密の花園」をきっかけに、歌い方を自ら研究するようになった。また、アニメ『魔法の天使クリィミーマミ』や『美少女戦士セーラームーン』も母親の影響で観ていた。
中学校では吹奏楽部でホルンを担当し、現在もK-POPやボーカロイド、吹奏楽の音楽を好んでいる。

## 人物
趣味は歌うこと、イラスト、プリンを食べること、ゲーム、ホラー映画鑑賞、怪談を調べる、少女漫画を読む。特技は歌うこと、イラスト、ホルン、良いところ探し。

## 出演
太字はメインキャラクター。

### テレビアニメ
- 妻、小学生になる。（2024年、ヒマリ）

### ゲーム
- ぷちっと三国志〜ゆるっと天下統一〜（2023年、小喬、大喬、蔡文姫[2]）
- スペードの国のアリス ～Wonderful Black World～（2023年）[2]
- バースセイバー（2023年、ミステリアスティーン[4]）
- 学園アイドルマスター（2024年 - 2025年、倉本千奈[5]）
- 神託のメソロギア（2025年、アイギス[6]）

### ラジオ
※はインターネット配信。
- 伊藤舞音の「おいでよ まおーこく」（2025年 - 、YouTube※）[7]
- 伊藤舞音と浅見香月のおかづラジオ（2025年 - 、ニコニコチャンネルプラス※）[8]

### その他コンテンツ
- TAMAろくと「巡礼物語」北多摩TOKYOアニメスタンプラリー（2023年、久米ひかる[9]）

## ディスコグラフィ

### キャラクターソング
| 発売日         | 商品名                                                                                               | 歌                                                                   | 楽曲 | 備考                                 |
| -------------- | --- | -------------------------------------------------------------------- | --- | ------------------------------------ |
| 2024年5月16日  | 初                                                                                                   | 初星学園                                                             | 「初」 | ゲーム『学園アイドルマスター』関連曲 |
| 2024年6月10日  | Campus mode!!                                                                                        | 初星学園                                                             | 「Campus mode!!」 | ゲーム『学園アイドルマスター』関連曲 |
| 2024年8月14日  | 学園アイドルマスター Season Solo Collection Vol.1「キミとセミブルー」                                | 倉本千奈（伊藤舞音）                                                 | 「キミとセミブルー」 | ゲーム『学園アイドルマスター』関連曲 |
| 2024年8月14日  | 学園アイドルマスター Season Solo Collection Vol.2「冠菊」                                            | 倉本千奈（伊藤舞音）                                                 | 「冠菊」 | ゲーム『学園アイドルマスター』関連曲 |
| 2024年8月23日  | 日々、発見的ステップ！                                                                               | 倉本千奈（伊藤舞音）                                                 | 「日々、発見的ステップ！」 | ゲーム『学園アイドルマスター』関連曲 |
| 2024年8月28日  | 倉本千奈 1st Single「Wonder Scale」                                                                  | 倉本千奈（伊藤舞音）                                                 | 「Wonder Scale」 「初」 「Campus mode!!」                                                                                             | ゲーム『学園アイドルマスター』関連曲 |
| 2024年8月31日  | がむしゃらに行こう！                                                                                 | 葛城リーリヤ（花岩香奈）、倉本千奈（伊藤舞音）、姫崎莉波（薄井友里） | 「がむしゃらに行こう！」 | ゲーム『学園アイドルマスター』関連曲 |
| 2024年9月6日   | Howling over the World                                                                               | 葛城リーリヤ（花岩香奈）、倉本千奈（伊藤舞音）、姫崎莉波（薄井友里） | 「Howling over the World」 | ゲーム『学園アイドルマスター』関連曲 |
| 2024年9月22日  | ミラクルナナウ(ﾟ∀ﾟ)！                                                                                | 葛城リーリヤ（花岩香奈）、倉本千奈（伊藤舞音）、姫崎莉波（薄井友里） | 「ミラクルナナウ(ﾟ∀ﾟ)！」 | ゲーム『学園アイドルマスター』関連曲 |
| 2024年10月30日 | 学園アイドルマスター 初星学園×アニメイト コラボCD「古今東西ちょちょいのちょい」【北海道+東北地方盤】 | 篠澤広（川村玲奈） feat.倉本千奈（伊藤舞音）                         | 「古今東西ちょちょいのちょい [山形県ver.]」                                                                                           | ゲーム『学園アイドルマスター』関連曲 |
| 2024年10月30日 | 学園アイドルマスター 初星学園×アニメイト コラボCD「古今東西ちょちょいのちょい」【関東地方盤】        | 倉本千奈（伊藤舞音） feat.月村手毬（小鹿なお）                       | 「古今東西ちょちょいのちょい [群馬県ver.]」                                                                                           | ゲーム『学園アイドルマスター』関連曲 |
| 2024年10月30日 | 学園アイドルマスター 初星学園×アニメイト コラボCD「古今東西ちょちょいのちょい」【中部地方盤】        | 姫崎莉波（薄井友里） feat.倉本千奈（伊藤舞音）                       | 「古今東西ちょちょいのちょい [福井県ver.]」                                                                                           | ゲーム『学園アイドルマスター』関連曲 |
| 2024年10月30日 | 学園アイドルマスター 初星学園×アニメイト コラボCD「古今東西ちょちょいのちょい」【中部地方盤】        | 倉本千奈（伊藤舞音） feat.篠澤広（川村玲奈）                         | 「古今東西ちょちょいのちょい [長野県ver.]」                                                                                           | ゲーム『学園アイドルマスター』関連曲 |
| 2024年10月30日 | 学園アイドルマスター 初星学園×アニメイト コラボCD「古今東西ちょちょいのちょい」【近畿地方盤】        | 倉本千奈（伊藤舞音） feat.篠澤広（川村玲奈）                         | 「古今東西ちょちょいのちょい [和歌山県ver.]」                                                                                         | ゲーム『学園アイドルマスター』関連曲 |
| 2024年10月30日 | 学園アイドルマスター 初星学園×アニメイト コラボCD「古今東西ちょちょいのちょい」【中国+四国地方盤】   | 倉本千奈（伊藤舞音） feat.葛城リーリヤ（花岩香奈）                   | 「古今東西ちょちょいのちょい [岡山県ver.]」                                                                                           | ゲーム『学園アイドルマスター』関連曲 |
| 2024年10月30日 | 学園アイドルマスター 初星学園×アニメイト コラボCD「古今東西ちょちょいのちょい」【九州+沖縄地方盤】   | 月村手毬（小鹿なお） feat.倉本千奈（伊藤舞音）                       | 「古今東西ちょちょいのちょい [宮崎県ver.]」                                                                                           | ゲーム『学園アイドルマスター』関連曲 |
| 2024年10月30日 | 学園アイドルマスター 初星学園×アニメイト コラボCD「古今東西ちょちょいのちょい」【九州+沖縄地方盤】   | 倉本千奈（伊藤舞音） feat.姫崎莉波（薄井友里）                       | 「古今東西ちょちょいのちょい [沖縄県ver.]」                                                                                           | ゲーム『学園アイドルマスター』関連曲 |
| 2024年10月中旬 | 倉本千奈 誕生日記念Single「憧れをいっぱい」                                                          | 倉本千奈（伊藤舞音）                                                 | 「憧れをいっぱい」 | ゲーム『学園アイドルマスター』関連曲 |
| 2024年11月13日 | 学園アイドルマスター Season Solo Collection Vol.3「仮装狂騒曲」                                      | 月村手毬（小鹿なお）、倉本千奈（伊藤舞音）、篠澤広（川村玲奈）       | 「仮装狂騒曲」 | ゲーム『学園アイドルマスター』関連曲 |
| 2024年11月13日 | 学園アイドルマスター Season Solo Collection Vol.3「仮装狂騒曲」                                      | 倉本千奈（伊藤舞音）                                                 | 「仮装狂騒曲」 | ゲーム『学園アイドルマスター』関連曲 |
| 2024年12月11日 | 学園アイドルマスター Season Solo Collection Vol.4「White Night! White Wish!」                        | 倉本千奈（伊藤舞音）                                                 | 「White Night! White Wish!」 | ゲーム『学園アイドルマスター』関連曲 |
| 2025年2月14日  | 学園アイドルマスター Season Solo Collection Vol.5「ハッピーミルフィーユ」                            | 倉本千奈（伊藤舞音）                                                 | 「ハッピーミルフィーユ」 | ゲーム『学園アイドルマスター』関連曲 |
| 2025年3月3日   | 学園アイドルマスター Season Solo Collection Vol.6「雪解けに」                                        | 有村麻央（七瀬つむぎ）、月村手毬（小鹿なお）、倉本千奈（伊藤舞音）   | 「雪解けに」 | ゲーム『学園アイドルマスター』関連曲 |
| 2025年3月3日   | 学園アイドルマスター Season Solo Collection Vol.6「雪解けに」                                        | 倉本千奈（伊藤舞音）                                                 | 「雪解けに」 | ゲーム『学園アイドルマスター』関連曲 |
| 2025年3月19日  | 倉本千奈 2nd Single「日々、発見的ステップ！」                                                        | 倉本千奈（伊藤舞音）                                                 | 「日々、発見的ステップ！」 「ときめきのソルフェージュ」 「がむしゃらに行こう！」 「Howling over the World」 「ミラクルナナウ(ﾟ∀ﾟ)！」 | ゲーム『学園アイドルマスター』関連曲 |
| 2025年4月9日   | 学園アイドルマスター Season Solo Collection Vol.7「桜フォトグラフ」                                  | 倉本千奈（伊藤舞音）                                                 | 「桜フォトグラフ」 | ゲーム『学園アイドルマスター』関連曲 |
| 2025年5月17日  | 標                                                                                                   | 初星学園                                                             | 「標」 | ゲーム『学園アイドルマスター』関連曲 |
| 2025年8月2日   | ENDLESS DANCE                                                                                        | 葛城リーリヤ（花岩香奈）、倉本千奈（伊藤舞音）、姫崎莉波（薄井友里） | 「ENDLESS DANCE」 | ゲーム『学園アイドルマスター』関連曲 |